# تشارلز كيركباتريك
تشارلز كيركباتريك (بالإنجليزية: Charles Kirkpatrick)‏ هو مهندس أمريكي، ولد في 29 ديسمبر 1894، وتوفي في 4 مايو 1975.